# Fernando Vieira
Fernando Derivi Vieira, mais conhecido como Fernando Vieira (Porto Alegre, 4 de maio de 1948 — Bento Gonçalves, 16 de setembro de 2020) foi um jornalista, radialista e apresentador de televisão brasileira.

## Biografia
Começou a carreira em 1968, na TV Difusora de Porto Alegre no qual foi cinegrafista. Trabalhou no departamento de promoções e foi responsável pela programação na inauguração da televisão, em outubro de 1969.
Trabalhou 17 anos na TV Bandeirantes e outros 17 na TV Guaíba. Alem de trabalhar como produtor e apresentador dos programas Difusora Gente, exibido nas tardes de domingo, em 1972, e o programa diário chamado Agenda, que tratava de assuntos ligados à sociedade, ao cotidiano e à música. Depois, integrou a mais famosa equipe da televisão gaúcha, no emblemático programa Portovisão. De 1978 a 2005 apresentou o programa Fernando Vieira, na TV Guaíba, e passou a integrar a atração Guaíba ao Vivo, da Rádio Guaíba. Em maio de 2005, transferiu-se para a TV Pampa, na qual produziu e apresentou o Programa Zoom, dedicado à música brasileira.
Em 15 de agosto de 2008, o apresentador foi baleado em uma tentativa de assalto.
Alem de apresentador Vieira é o criador da Festa Nacional da Música lançado em 1981 como Festa Nacional do Disco, um evento realizado em Porto Alegre em 11 ocasiões e 3 na Serra Gaúcha. Em 2005 o evento passou a ser batizado neste nome. Também montou o projeto Multifeiras,no qual trouxe novidades em utensílios domésticos
Em julho de 2016, foi agraciado pela Câmara Municipal de Porto Alegre com o titulo de Cidadão Emérito.
Fernando morreu em 16 de setembro de 2020, vitimado por um infarto fulminante, em Bento Gonçalves, após se reunir com o prefeito e secretário da saúde Guilherme Pasin, que chegou a socorrer porém sem sucesso.